# Гальо Михайло
Михайло Гальо (псевдо: «Коник»; нар. 1914, Хирів — 7 січня 1946, Бірча) — підполковник УПА (посмертно), курінний Перемиського куреня УПА, заступник командира 26 Тактичного Відтинка УПА «Лемко».

## Життєпис

### Дитинство та юність
Гальо Михайло, син Дмитра та Ганни, народився 1914 року в місті Хирові в родині селянина. Крім тата і мами, в нього були чотири сестри: Марія з 1902 року, Рузя з 1906, Наталка з 1917, Михайлина з 1925 і брат Петро 1920 р.н.
У 1921 році пішов вчитися в Хирівську семирічну школу, яку закінчив в 1928 році. Далі продовжив навчання в Перемиській гімназії.
Зі спогадів колишнього командира СБ на Перемищині, члена ОУН з 1935 року Михайла Іванейка («Запорожця», «Богдана»), 1912 року народження:
```

```

| Михайло Гальо брав активну участь у роботі місцевої «Просвіти», в організації вечорів, присвячених Шевченку, Франку, пам'яті боїв під Крутами, закликав українське населення не купувати товарів в польських та жидівських крамницях, особливо горілки та тютюну. Сам не пив та не курив. Серед хлопців Посади Хирівської він був непоказний, ніби незримий. Своїм характером дуже подібний на сильно накручену пружину із сповільнено діючим механізмом. Все робив повільно, але дуже докладно. Від поставленого завдання ніколи не відступав. Якщо йому доручали нести вінок чи прапор на могилу воякам УГА, він не звертав уваги на каміння, яке кидали поляки чи на палиці польських поліцаїв. Ніс до кінця. Коли йому доручали в «Просвіті» чи в організації «Луг» якусь роботу, ніколи не відмовлявся. Навіть згоду давав не словами, а кивком голови. Ми були з ним дуже близькі, були сусідами. В грі, забавах, танцях, в «Просвіті», товаристві «Луг» завжди були разом. І я не пам'ятаю, щоб він не виконав якогось завдання. Ніколи не хвалився. Всі йому вірили. |
У 1935 році Михайло став членом ОУН. Перед війною працював в Маслосоюзі в Хирові.

### Бойовий шлях
У 1938–1939 роках служив на дійсній військовій службі в польському війську. У складі польської військової частини потрапив у полон до німців, звідки зумів утекти. За півтора року вдома появився тільки один раз. За деякими даними в 1943–1944 роках служив в Дивізії «Галичина».
З 1944 року в УПА. Михайло Гальо був чотовим у курені «Гайдамаків». Пізніше став сотенним та інструктором у Старшинській школі «Олені». Про його роль у школі старшин УПА «Олені» є запис у документі із архівів УПА, які знаходяться в Києві, що «Коник» був командиром вишкільної сотні. Другий вишкіл був під командою сотенного «Щита». А зверхником над обома вишколами був «Поль», Польовий Федір.
Весною 1945 році для зміцнення старшинських кадрів на Закерзонні Штаб УПА призначив його у званні поручника курінним Перемиського куреня. Причиною призначення було також те, що він дуже добре володів польською мовою, а також добре знав ці терени.
За спогадами Василя Галаси-«Орлана», який на той час був заступником крайового провідника Закерзонського краю Ярослава Старуха-«Стяга» десь у квітні-травні 1945 року до них прибув із листом-естафетою особисто від Командира УПА-Захід Василя Сидора-«Шелеста» «Коник». В цьому листі «Шелест» писав приблизно таке:

| «висилаю Вам одного із найкращих наших старшин поручника, інструктора і фактичного керівника школи «Оленів». |

Нарада перед наступом на Бірчу. Михайло Гальо-«Коник» — третій зліва

Ольга Мороз-Турик «Малуша», розвідниця при штабі командира Якова Чорнія «Кулі» в кінці 90-х років згадувала:

| Я вважала, що 12 прикмет характеру українського націоналіста написано з образу «Коника». Мав таку велику силу волі, що зумів себе підігнати під ці партійні прикмети. "Пригадую, — каже вона, — перед вступом в Організацію нас вчили, а потім на вишколах продовжували, що ми маємо бути свідомі того, що працюємо з народом і для народу, і повинні бути слугами ідеї. Що не наша особа, а наша праця повинна бути на видноті. Він був повним втіленням цих ідей. Очевидно, що ці висновки є суб'єктивними. Але я таким його бачила і запам'ятала. |
Саме в той час на Перемишльщині формували сотні «Громенко» і «Бурлака», які вже мали по дві-три чоти. Незабаром під керівництвом «Коника» було створено чотири сотні: «Громенка» (Михайло Дуда), «Бурлаки» (Володимир Щигельський), «Ластівки» (Григорій Янківський), «Крилача» (Ярослав Коцьолок). Далі на захід від Перемишльщини діяли сотні куреня «Рена» (Василь Мізерний) і ті, що рейдували на терени УРСР, або з УРСР на Закерзоння. «Коник» був призначений також замісником «Рена» — командира 26-го Тактичного відтинка «Лемко». Ним було створено дві підстаршинські школи, а третя вже після його смерті.
Протягом кількох років курінь діяв на терені поміж Перемишлем і Сяноком.
У ніч на 7 січня 1946 провів наступ на Бірчу. Загалом до штурму залучено чотири відділи, а саме: сотні «Ударники-4» (командир Володимир Щиґельський-«Бурлака»), «Ударники-7» (командир Григорій Янківський-«Ластівка»), «Ударники-2» (командир Дмитро Карванський-«Орський» — заступав пораненого сотенного Михайла Дуду-«Громенка») та «Ударники-6» (командир сотенний «Яр», прізвище невідоме).
Бій тривав від 2-ї години ночі до ранку. Не вдалось взяти укріплень. Загинуло 23 повстанці, серед них Михайло Гальо.
У всіх бойових акціях «Коник» діяв як розумний ініціативний командир, був готовий до самопожертви, і в цьому відношенні час від часу перевищував межі дозволеного для командира. Через деякий час після третього наступу на Бірчу, де він загинув, зробивши висновки про хід бою, майже всі військовики зійшлися на тому, що надмірна хоробрість стала причиною його смерті. Як командир куреня повинен був бути трохи позаду і обсервувати хід бою, даючи накази і спрямовуючи чоти і сотні в необхідне місце бою. Він же в першій бойовій лінії вів своїх «левів» у бій і тільки на якусь хвилину скочив за дерево. Перехопивши повітря, вискочив із-за дерева з піднятим високо догори автоматом у руці і, зробивши крок чи два, впав на замерзлу землю. Таким його і побачив, повзучи з обома перебитими ногами, булавний «Чумак» (Юрій Борець) із сотні «Громенка»".
Другою причиною його смерті і відносної невдачі наступу на Бірчу було те, що розвідка дала неточні дані про кількість військ польських, про систему оборонних укріплень та їх силу. І останнє, на місце бою сотня «Бурлаки» прийшла із запізненням.

### Пам'ять
Після бою 23 тіла вбитих повстанців, серед яких були сотенний «Орський» і чотовий «Павленко», поскладали у глибокий рів і присипали землею, де з часом і не було видно місця поховання. Пізніше могила вояків УПА увійшла до присадибної ділянки мешканця Бірчі Яна Ляшкевича. Він використовував її як пасовище для корів, хоч знав про місце поховання та змінювати нічого не хотів.
Лише з розпадом більшовицької імперії українська спільнота в Польщі почала вимагати від муніципальних влад в Бірчі і Ряшівського воєводства увіковічнити пам'ять героїв могилою і пам'ятником на ній. Такий дозвіл після довгих митарств було одержано. Могила і надгробний пам'ятник було побудовано. Але щороку над ним знущалися польські шовіністи.
Дружина одного із загиблих Анна Карванська-Байляк потратила дев'ять років намагаючись добитися від польської влади дозволу на перепоховання. У 1994 році в канцелярії Перемиського воєводи вона отримала точну відповідь, яка пояснила причини її тривалого поневіряння: «Якби ваш уряд визнав УПА за учасника боротьби за незалежну Україну, поховали б ми їх, ваших повстанців, на нашому військовому цвинтарі в Пикуличах без проблем. Хто має то зробити за вас?».
У 1998 році Братство ОУН-УПА підняло питання через польське консульство у Львові дозволити перенести останки 23-х повстанців із Бірчі в Пікуличі коло Перемишля і там їх перезахоронити в безпосередній близькості до могили вояків УГА. Перезахоронення відбулося 7 липня 2000 року.
Зусиллям організації КУН у Хирові вулицю, на якій народився і жив Михайло Гальо, названо іменем підполковника УПА «Коника». Школу, в якій вчився Гальо, також названо його іменем. Підготовлено матеріали і подано на розгляд компетентним організаціям про надання Хирівській аеромобільній частині також імені «Коника».
21 серпня 2016 року на будівлі Народного дому «Читальні» міста Хирова відбулось відкрито меморіальну дошку на честь вшанування пам'яті полковника УПА Михайла Гальо-«Коника».